# Adam Duritz
Adam Frederic Duritz (Baltimora, 1º agosto 1964) è un cantante, musicista e produttore discografico statunitense.
Fondatore e voce solista del gruppo alternative rock Counting Crows. I suoi testi sono stati definiti come "tormentati" e "introspettivi", mentre la sua voce come "evocativa".

## Biografia

### Primi anni
Adam Duritz nasce a Baltimora, nello stato del Maryland. Si trasferisce presto nel Rhode Island, poi successivamente a El Paso, Texas, e a Berkeley, California. Ha vissuto a San Francisco, Los Angeles, Amsterdam e, più recentemente, New York. Ha studiato alla Head-Royce School, alla Taft School, alla University of California, Berkeley e alla University of California, Davis, abbandonata prima di terminare gli studi.

### Carriera
Prima di dare vita ai Counting Crows, è stato cantante solista in gruppi della San Francisco Bay Area, i Mod-L Society e i The Himalayans. È stato anche membro di un altro gruppo locale, i Sordid Humor.
Ha collaborato con i The Wallflowers (il gruppo di Jakob Dylan) per l'album Bringing Down the Horse; con Ryan Adams all'album Gold e per la canzone "Butterfly in Reverse" nell'album Hard Candy; con Peter Stuart agli album Propeller e Daisy; con Live all'album V; con Dashboard Confessional alla canzone "So Long, So Long" nell'album Dusk and Summer.
Ha anche contribuito alla colonna sonora del film Josie and the Pussycats.

### Rapporto con i fan
Sin dai primi successi con i Counting Crows, Duritz ha sempre mantenuto un particolare rapporto con i propri fan. Esso ha preso varie forme, tra cui un diario su AOL e, successivamente, un blog sul sito ufficiale della band. Partecipa inoltre in modo attivo alla messageboard della band, rispondendo spesso ai post, e recentemente ha attivato una nuova funzionalità, chiamata AskCrowsAsk, dove i fan possono inviare email ai componenti della band. Questo rapporto, tuttavia, non è sempre stato semplice; Duritz ha avuto anche scontri, sul suo blog, con alcuni fan.

### Etichette discografiche
Duritz ha provato due volte l'impegno personale nell'industria musicale come proprietario di etichette discografiche: nel 1997, è stato cofondatore della E Pluribus Unum, una etichetta indipendente. Prima che fosse acquisita dalla Interscope Records nel 2000, Duritz mise sotto contratto i Joe 90, i Gigolo Aunts, e Neilson Hubbard.
Nel novembre 2006, Adam Duritz ha cominciato a produrre una pop-punk band di Chicago, Blacktop Mourning per il loro album di esordio, intitolato "The Devil and Bunny Show", insieme al chitarrista dei Counting Crows, David Immerglück. Il 15 gennaio 2007 ha annunciato il lancio di una nuova etichetta, la Tyrannosaurus Records. Essa ha prodotto artisti come Notar e i Blacktop Mourning. Ha anche ripubblicato l'unico album del primo gruppo di Duritz, gli Himalayans.

### Film
Oltre alle attività in campo musicale, Duritz è stato produttore esecutivo dei film The Locusts (1997) e Burn (1998). Ha fatto un cameo nel film del 2007, Farce of the Penguins